# پولاد پاشا (اسکله)
پولاد پاشا (به لاتین: Polat Paşa) یک منطقهٔ مسکونی در قبرس است که در ناحیه اسکله واقع شده‌است. پولاد پاشا ۵۰۳ نفر جمعیت دارد.